# Estació de Clacy-Mons
L'estació de Clacy-Mons és una estació ferroviària situada al municipi francès de Clacy-et-Thierret, a prop de Mons-en-Laonnois (al departament de l'Aisne). És servida pels trens del TER Picardie.
Establida a 68 m d'altitud es troba al punt quilomètric PK 134.590 de la línia fronterera de La Plaine a Hirson i Anor. Està equipat amb dues andanes. Va ser estrenada el 3 de gener de 1866.
| Provinença | Estació anterior | Línia        | Estació següent       | Destinació |
| ---------- | ---------------- | ------------ | --------------------- | ---------- |
| Paris-Nord | Anizy-Pinon      | TER Picardie | La Neuville-sous-Laon | Laon       |